# Shoreditch (Metropolitano de Londres)

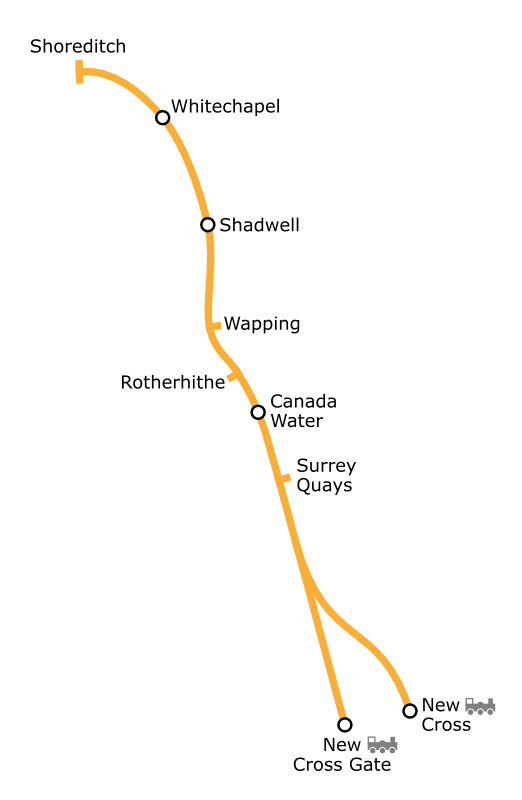
O mapa da Linha East London

Shoreditch era uma estação dO Metro de Londres, tendo sido fechada permanentemente no ano de 2006. Em seu lugar, está em construção a futura Estação Shoreditch High Street que será inaugurada (em 2010).